# Georgia (stat american)

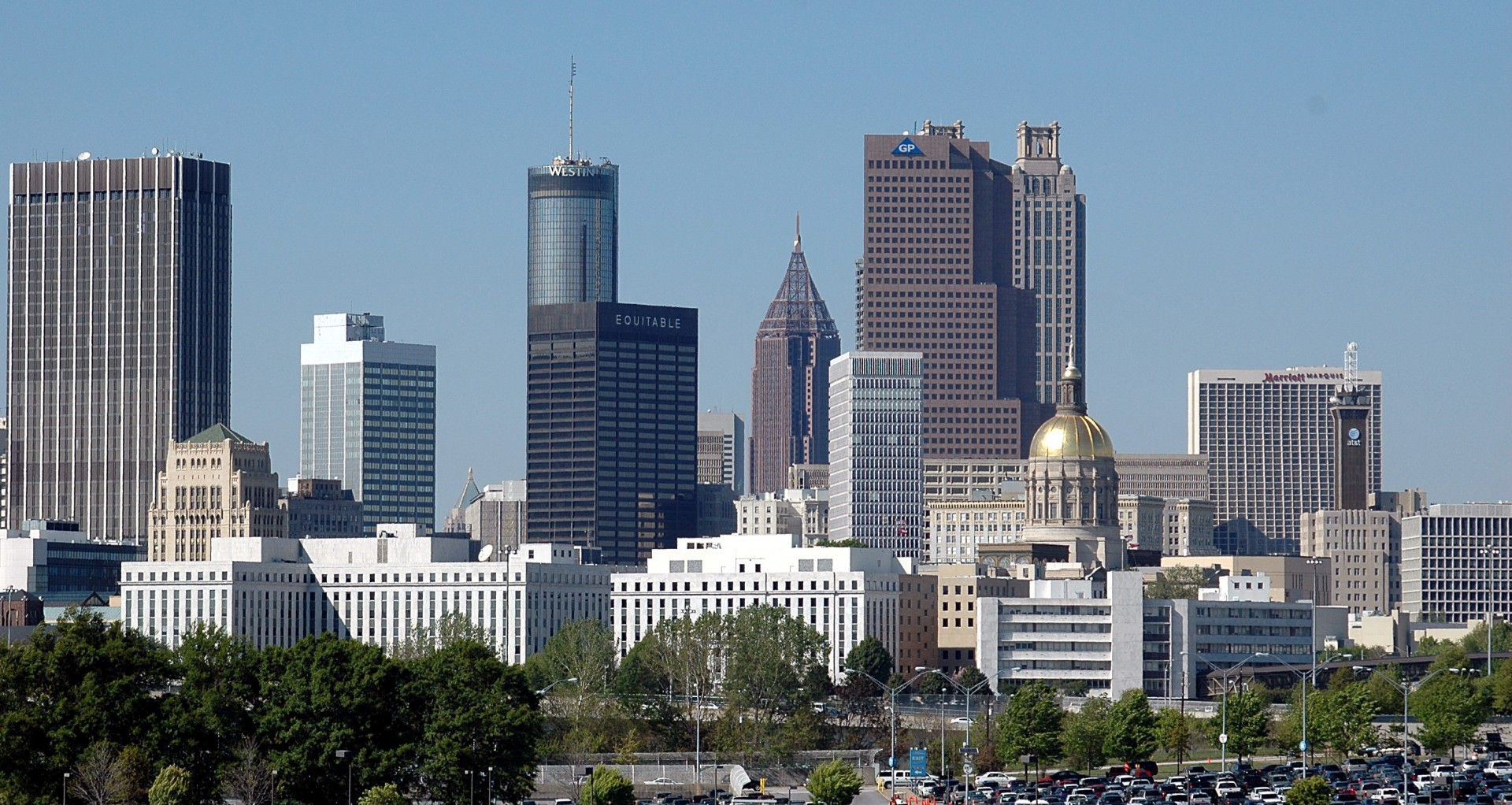

Georgia este unul din statele sudice ale Statelor Unite ale Americii, unul din cele 13 foste colonii ale Angliei, care au luptat în Războiul de Independență al SUA și unul din cele 13 state originare, fondatoare ale Statelor Unite ale Americii. 
Statul Georgia se află pe coasta  Atlanticului, între statele Carolina de Sud și Florida.  Georgia primește de la vecina ei din vest, Alabama, râul Apalachicola, iar de la South Carolina (Carolina de Sud), fluviul Savannah, care poartă același nume ca și orașul situat la vărsarea acestui râu în Oceanul Atlantic, Savannah. 

## Demografie

### 2010

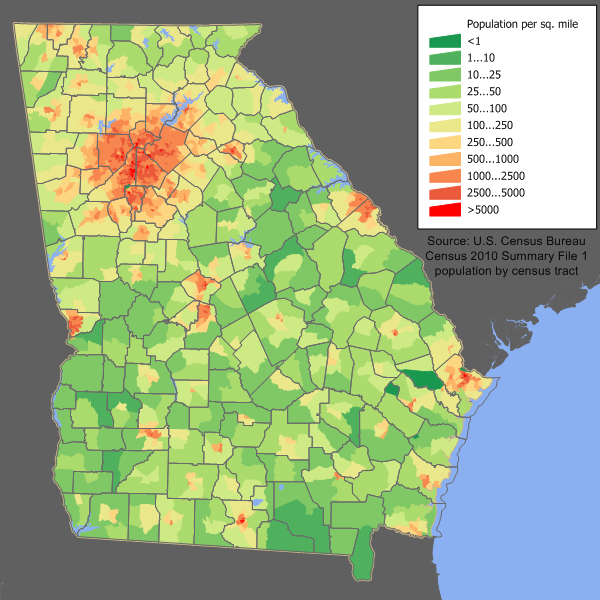
Densitatea populației statului Georgia

Populația totală a statului în 2010: 9,687,653
Structura rasială în conformitate cu recensământul din 2010:
- 59.7% Albi (5,787,440)
- 30.5% Negri (2,950,435)
- 0.3% Americani Nativi (32,151)
- 3.2% Asiatici (314,467)
- 0.1% Hawaieni Nativi sau locuitori ai Insulelor Pacificului (6,799)
- 2.1% Două sau mai multe rase (207,489)
- 4.4% Altă rasă (388,872)
- 8.8% Hispanici sau Latino (de orice rasă) (853,689)

## Bibilografie
- New Georgia Encyclopedia (2005) Arhivat în 11 decembrie 2012, la Wayback Machine..
- Bartley, Numan V. The Creation of Modern Georgia (1990).  Covers 1865-1990 period. ISBN 0-8203-1183-9.
- Coleman, Kenneth. ed. A History of Georgia (1991). ISBN 0-8203-1269-X.
- London, Bonta Bullard. (1999) Georgia: The History of an American State Montgomery, Alabama: Clairmont Press ISBN 1-56733-994-8.  A middle school textbook.
- Peirce, Neal R. The Deep South States of America: People, Politics, and Power in the Seven Deep South States (1974).  Information on politics and economics 1960-72. ISBN 0-393-05496-9.